# Oskar Schlemmer

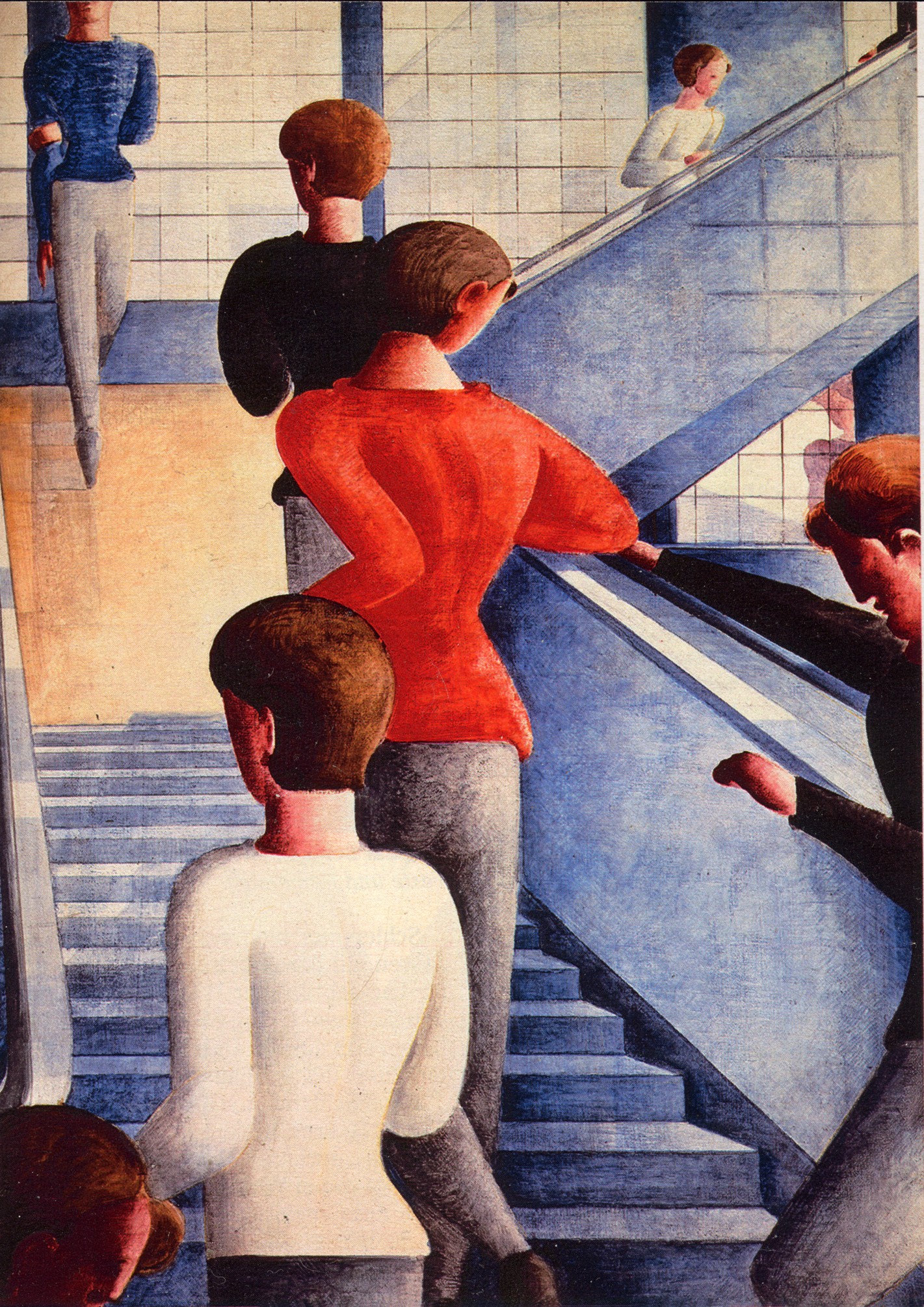
Bauhaustreppe (Escalera de la Bauhaus) de Schlemmer (1932), Museum of Modern Art (MoMA), Nueva York.

Oskar Schlemmer (Stuttgart; 4 de septiembre de 1888 - Baden-Baden; 13 de abril de 1943) fue un pintor, escultor y diseñador alemán relacionado con la Escuela de la Bauhaus. 
Nacido en Stuttgart, tuvo una formación en marquetería. Entró en la Bauhaus de Weimar en 1920. Trabajó durante algún tiempo en el taller de escultura mural y, después, en el de escultura. Su obra más famosa es Triadisches Ballett (1922), en el que los actores aparecen disfrazados de formas geométricas. Igualmente en Slat Dance y Treppenwitz, el vestuario de los intérpretes hace de ellos esculturas vivas, como si fueran parte del escenario. También para el ámbito de la danza hizo el vestuario de Blonde Marie con Trudi Schoop en 1938.
En 1923 fue contratado como maestro del taller de teatro. Cuando la Bauhaus se trasladó a Dessau, creó teatros de ensayo. En 1933, con la llegada de Hitler al poder, fue destituido de su puesto como docente en Berlín e incluido en la lista negra de "artistas degenerados" elaborada por el recién creado Ministerio de Propaganda nazi.
Sus cartas privadas, especialmente las dirigidas a Otto Meyer y Willi Baumeister, y su diario personal han dado valiosas referencias de lo que ocurría en la Bauhaus. Especialmente, habla de cómo el personal y los estudiantes reaccionaban a los muchos cambios y desarrollos que ocurrían en la escuela.